# Strada statale 449 di Diano Marina
La ex strada statale 449 di Diano Marina (SS 449), ora strada provinciale 449, è una strada provinciale italiana, attualmente non transitabile in tutta la sua lunghezza.

## Percorso
La strada ha inizio nel centro abitato di Diano Marina, distaccandosi dalla strada statale 1 Via Aurelia che prosegue invece con un percorso più interno ed elevato rispetto alla sottostante costa. La strada infatti prosegue quasi al livello della spiaggia prospiciente, fino a raggiungere il comune di Imperia e innestarsi nuovamente sulla SS 1 nella località di Oneglia.

## Storia
La storia di questa strada affonda le radici addirittura all'epoca del Regno d'Italia guidato da Napoleone, il quale volle una strada che passasse per capo Berta.
L'arteria ha avuto diverse vicissitudini: la classificazione quale strada statale ha portato alla necessità di un ampliamento della sede stradale che ovviamente è stato effettuato in direzione dell'entroterra e non del mare, con interessamento quindi del promontorio di capo Berta: siamo all'inizio degli anni settanta quando l'opera compiuta fu aperta al traffico ma solo per pochi mesi, a causa della caduta di massi sulla sede stradale che costrinse alla sua chiusura, lasciando aperti solo gli estremi prossimi ai centri abitati di Imperia e Diano Marina.
La strada è rimasta pertanto chiusa a qualsiasi tipo di traffico fino al 1994, quando fu riaperta al traffico ciclo-pedonale, salvo una nuova chiusura dovuta alla mancanza di collaudo.
Il tracciato è attualmente ed è stato recentemente oggetto di diversi interventi, condotti sia dall'amministrazione provinciale che da quelle comunali, nell'intento di recuperare questa arteria almeno per l'utenza pedonale e ciclabile.
In seguito al decreto legislativo n. 112 del 1998, dal 2001 la gestione è passata dall'ANAS alla Regione Liguria che ha provveduto al trasferimento dell'infrastruttura al demanio della Provincia di Imperia.